# Кобзев Олександр Юрійович
Олександр Юрійович Кобзев (рос. Александр Юрьевич Кобзев; нар. 4 травня 1989, Липецьк, СРСР) — російський футболіст, воротар липецького «Металурга».

## Ігрова кар'єра
Олександр Кобзев є вихованцем липецького футболу. Свою професійну кар'єру воротар починав у 2010 році у місцевому клубі «Металург». Починаючи з 2016 року Кобзев виступав у турнірі ФНЛ. В його кар'єрі були клуби «Факел», «Ротор» та курський «Авангард», з яким він влітку 2018 року грав у фіналі Кубка Росії.
Провівши один сезон у складі КАМАЗа, влітку 2020 року Кобзев повернувся у липецький «Металург», де починав свій футбольний шлях.

## Титули
Авангад
- Фіналіст Кубка Росії: 2017/18[4]

Факел
- Переможець Кубка ФНЛ: 2017